# Galium clementis
Galium clementis là một loài thực vật có hoa trong họ Thiến thảo. Loài này được Eastw. mô tả khoa học đầu tiên năm 1933.